# 阿迈勒·艾尔-莫塔
阿迈勒·艾尔-莫塔（Amal El-Mohtar，生于1984年12月13日）是一位加拿大诗人及推想小说作家。她担任奇幻诗刊《哥布林果》的编辑，并为《纽约时报书评》撰写科幻与奇幻书评。她最知名的作品是2019年与马克斯·格拉德斯通合著的中篇小说《这就是你如何失掉时间战争》，该作荣获2019年星云奖最佳中篇小说、2020年轨迹奖最佳中篇小说、2020年雨果奖最佳中篇小说等多项荣誉。

## 写作生涯
艾尔-莫塔自2006年起担任奇幻诗刊《哥布林果》的编辑，并发表短篇小说、诗歌、散文及评论。
2018年2月，她开始为《纽约时报书评》撰写科幻与奇幻书评专栏。她曾在卡尔顿大学与渥太华大学教授创意写作课程。2018年，她还担任作家布兰登·桑德森的写作教学播客《写作借口》第13季的主持人之一。
2025年，她出版了首篇独立创作的中篇小说《大河有根》。

## 奖项与荣誉
主要获奖记录：
| 奖项           | 类别     | 作品                                 | 结果 | 参考          |
| -------------- | -------- | ------------------------------------ | ---- | ------------- |
| 极光奖         | 短篇小说 | 《这就是你如何失掉时间战争》（2019） | 獲獎 | [ 10 ]        |
| 英国科幻协会奖 | 短篇作品 | 《这就是你如何失掉时间战争》（2019） | 獲獎 | [ 11 ]        |
| 雨果奖         | 中篇小说 | 《这就是你如何失掉时间战争》（2019） | 獲獎 | [ 12 ]        |
| 雨果奖         | 短篇小说 | 《玻璃和铁的季节》（2016）           | 獲獎 | [ 13 ] [ 8 ]  |
| 轨迹奖         | 中篇小说 | 《这就是你如何失掉时间战争》（2019） | 獲獎 | [ 12 ]        |
| 轨迹奖         | 短篇小说 | 《关于猫头鹰的真相》（2014）         | 獲獎 | [ 14 ]        |
| 轨迹奖         | 短篇小说 | 《玛德莱纳》（2015）                 | 提名 | [ 12 ]        |
| 轨迹奖         | 短篇小说 | 《玻璃和铁的季节》（2016）           | 獲獎 | [ 15 ]        |
| 星云奖         | 中篇小说 | 《这就是你如何输掉时间战争》（2019） | 獲獎 | [ 16 ] [ 17 ] |
| 星云奖         | 短篇小说 | 《绿书》（2010）                     | 提名 | [ 18 ]        |
| 星云奖         | 短篇小说 | 《玛德莱纳》（2015）                 | 提名 | [ 19 ]        |
| 星云奖         | 短篇小说 | 《玻璃和铁的季节》（2016）           | 獲獎 | [ 20 ]        |
| 世界奇幻奖     | 短篇小说 | 《口袋》（2015）                     | 提名 | [ 21 ]        |
| 世界奇幻奖     | 短篇小说 | 《玻璃和铁的季节》（2016）           | 提名 | [ 22 ]        |